# PzKpfw I Ausf B - Sd.Kfz. 101
Het Duitse pantservoertuig Panzerkampfwagen I uitvoering B (ook gekend als PzKpfw I Ausf B - Sd.Kfz. 101) is de opvolger van de PzKpfw I Ausf A - Sd.Kfz. 101, daar deze laatste enkele technische mankementen vertoonde. De tank speelde een belangrijke rol in de Spaanse Burgeroorlog (1936) en de beginjaren van de Tweede Wereldoorlog (1939-1945).

## Achtergrond
Wanneer de M305 motor van de PzKpfw I Ausf A - Sd.Kfz. 101 niet krachtig genoeg bleek en tevens oververhitte nam men de beslissing een nieuwe versie van de Panzerkampfwagen I te bouwen. Men nam als basis het chassis van de Kleine Panzerbefehlswagen - Sd.Kfz. 265, dat langer is dan de PzKpfw I Ausf A - Sd.Kfz. 101. Hierop monteerde men dezelfde bovenstructuur en geschutskoepel als die van Ausf. A en monteerde men een de zwaardere 6-cilinder Maybach NL38TR motor. De achtersteven van de tank werd aangepast zodat de luchtaanvoer en luchtafvoer voor de watergekoelde motor en zijn radiator optimaal werd geregeld. De PzKpfw I Ausf B - Sd.Kfz. 101 werd geboren.

## Dienstjaren
De Panzerkampfwagen Ausf. B - Sd.Kfz. 101 werd in alle Duitse Pantsereenheden gebruikt, hoofdzakelijk tussen 1935 en 1940. Evenals zijn voorganger speelde deze tank een belangrijke rol in de Spaanse Burgeroorlog (1936) en de beginjaren van de Tweede Wereldoorlog. Vanaf de tweede helft 1940 tot 1941 werd deze lichte tank vervangen in alle gevechtseenheden. Toen Duitsland met de Operatie Barbarossa Rusland binnenviel waren er nog 74 actief in de Duitse Pantserregimenten. De PzKpfw I Ausf. B werd ingezet als pantservoertuig voor de bataljon- en compagniecommandanten van de Panzerjägerabteilung-(Sf) (Pz Jäg Abt.), een tankjager bataljon met mobiele antitankkanonnen. Eind 1943 lieten de commandanten van de Pz Jäg Abt. officieel weten dat Ausf B. totaal ongeschikt geworden was voor hun coördinatietaken.